# Пустоловина
Пустоловина или авантура је неизвестан подухват пун узбуђења и изненадних догађаја. Пустоловине могу бити и различите активности које су пуне опасности, на пример: падобранство, планинарење, роњење са боцом, сплаварење.